# Pont Gisclard

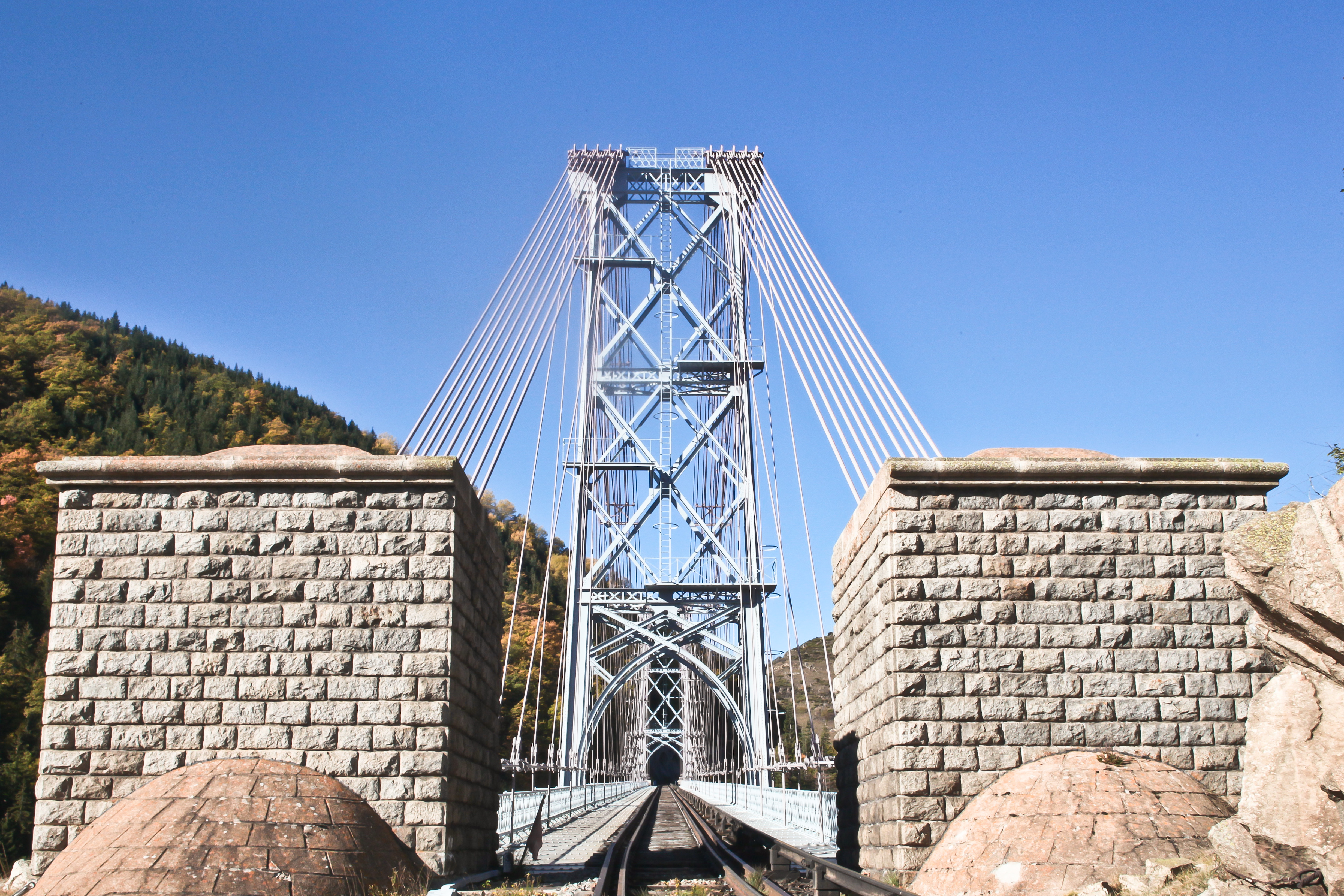
El pont, des del terme de Planès

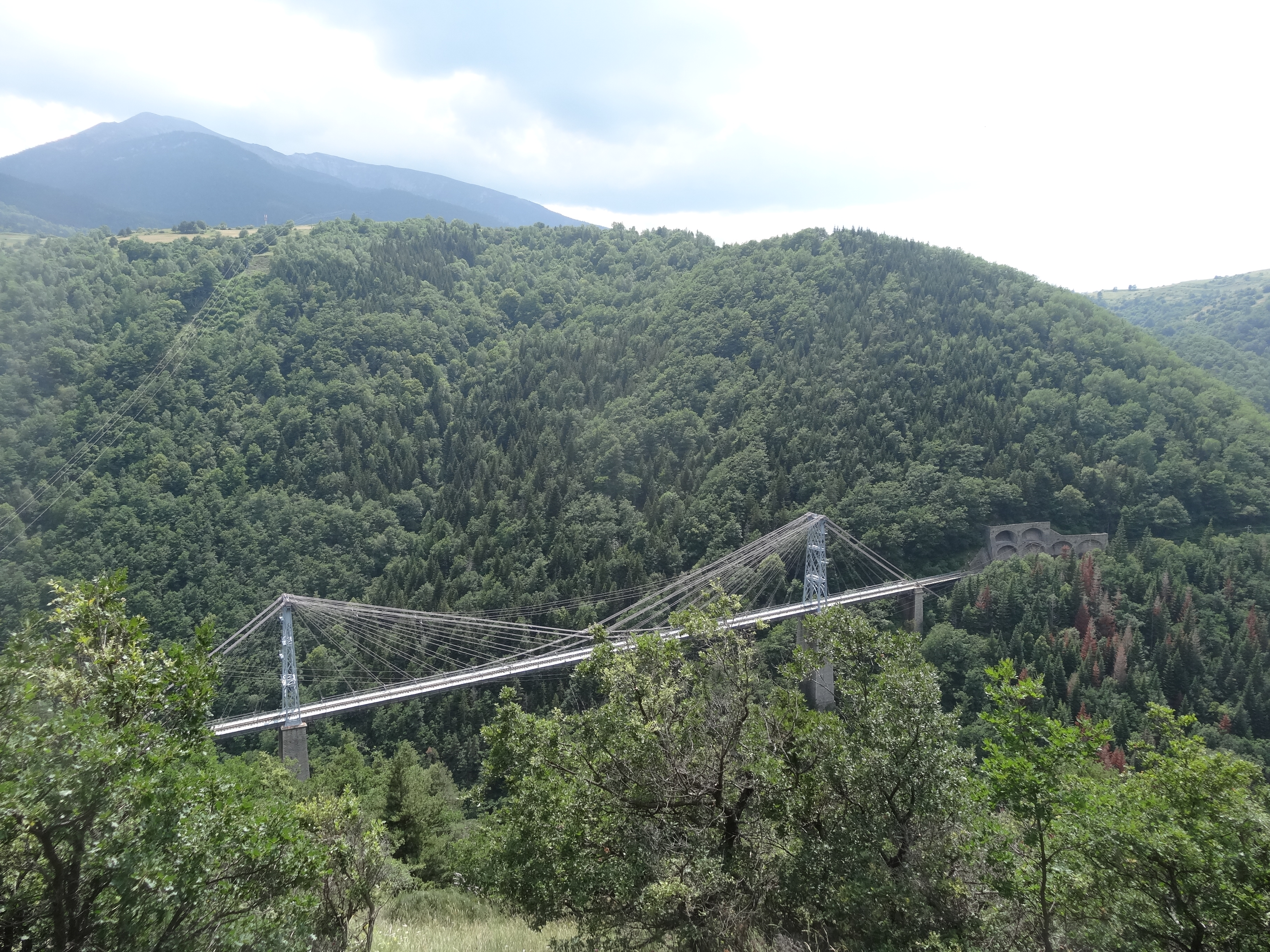
El Pont de la Cassanya, o Pont Gisclard

El Pont Gisclard o Pont de la Cassanya (en francès pont de Cassagne) és l'unic pont penjat ferroviari encara en servei a França. Es troba en el punt quilomètric 24 de la línia del tren groc (Vilafranca de Conflent - la Tor de Querol), la meitat oriental en el terme comunal de Sautó, i la meitat occidental en el de Planès, tots dos de la comarca del Conflent (Catalunya del Nord). Permet al tren travessar la Tet.
És situat al límit meridional del terme de Sautó i en el septentrional del de Planès, a prop a ponent de la Central Elèctrica de la Cassanya.

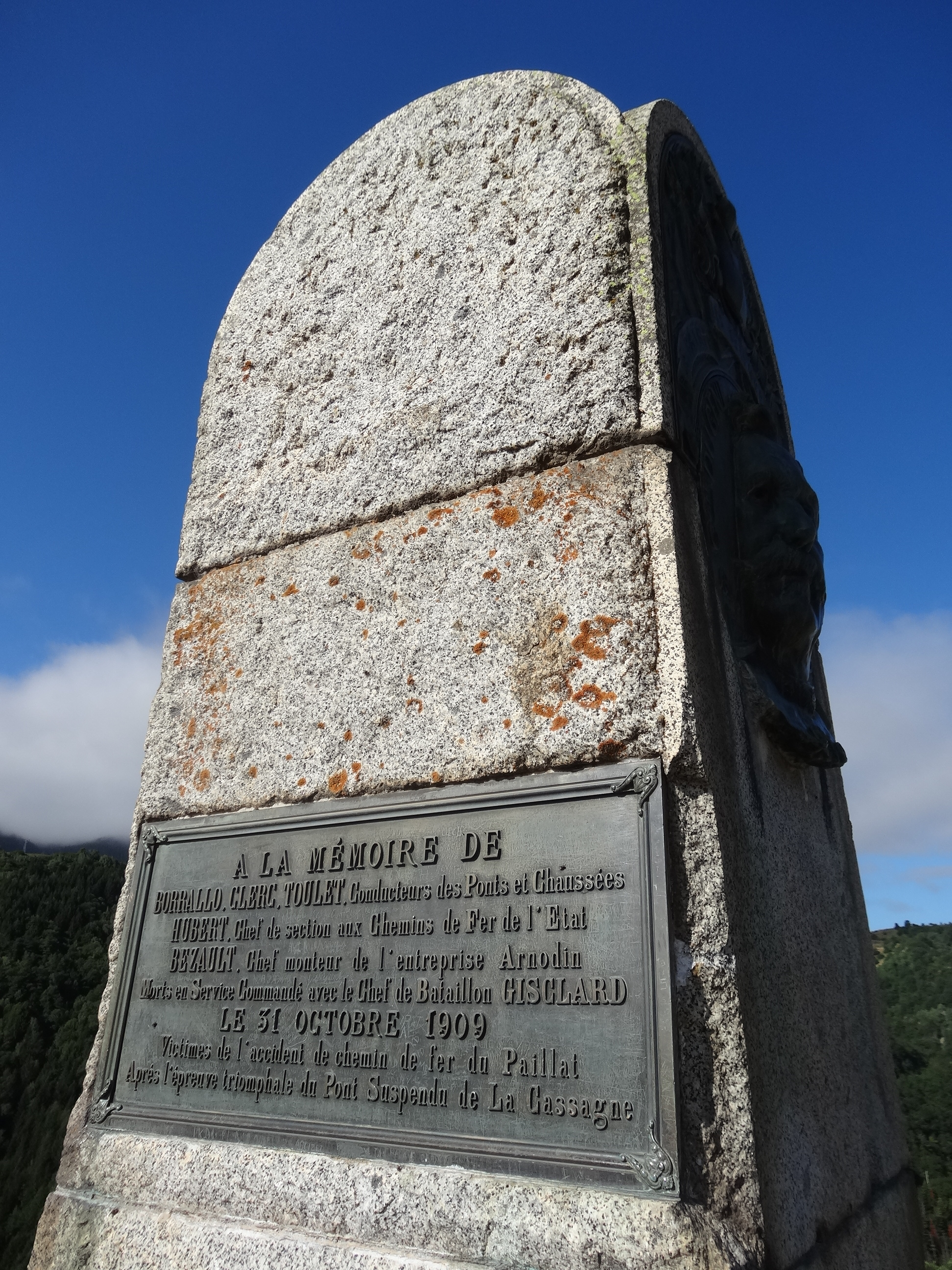
Monòlit commemoratiu de l'accident

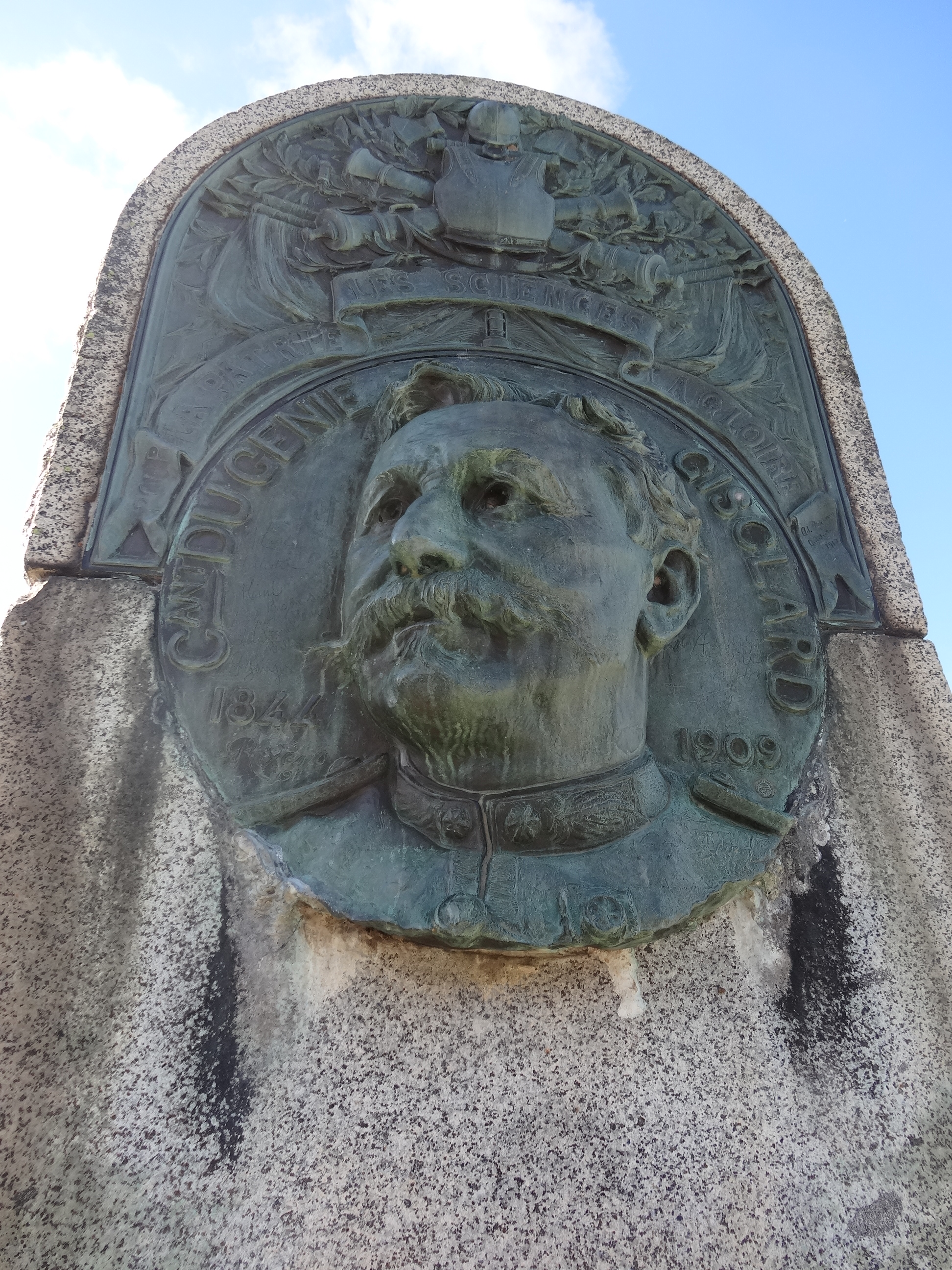
Albert Gisclard, a l'estela commemorativa

El pont, suportat per dues pilastres de 28 i 32 m, separades 151 m, té una altura de 80 m sobre el riu; va ser dissenyat per l'enginyer Albert Gisclard, comandant de la Génie (Arma d'Enginyers de l'exèrcit), basant-se en un disseny seu del 1896, amb la col·laboració del també enginyer Jules Lax i de l'empresari Ferdinand Arnodin. Va ser construït del 1905 al 1908, però la inauguració es va endarrerir fins al 18 de juliol del 1910 a causa d'un accident ferroviari que es va produir el 31 d'octubre del 1909, després de les proves del pont, i que va provocar la mort de sis persones, la de Gisclard entre elles. Un monument situat a la carretera RN 116, per sobre del pont, obra de l'escultor Jean-André Rixens, commemora la figura d'en Gisclard i la seva tràgica mort.
Va ser declarat monument històric el 1997.